# Paederia linearis
Paederia linearis är en måreväxtart som beskrevs av Joseph Dalton Hooker. Paederia linearis ingår i släktet Paederia och familjen måreväxter.

## Underarter
Arten delas in i följande underarter:
- P. l. linearis
- P. l. pilosa